# Благовещенское сельское поселение (Кемеровская область)
Благове́щенское се́льское поселе́ние — упразднённое муниципальное образование в Мариинском районе Кемеровской области. Административный центр — село Благовещенка.
С 1 июня 2021 года упразднено в связи с преобразованием района в Мариинский муниципальный округ.

## История
Благовещенское сельское поселение образовано 17 декабря 2004 года в соответствии с Законом Кемеровской области № 104-ОЗ. 

## Население
| 2010  | 2011  | 2012  | 2013  | 2014  | 2015  | 2016  |
| ----- | ----- | ----- | ----- | ----- | ----- | ----- |
| 2068  | ↗2069 | ↘2043 | ↘2029 | ↘1998 | ↘1966 | ↘1955 |
| 2017  | 2018  | 2019  | 2020  | 2021  |       |       |
| ↘1923 | ↘1917 | ↘1915 | ↘1894 | ↘1257 |       |       |

## Состав
| № | Населённый пункт | Тип населённого пункта       | Население |
| - | ---------------- | ---------------------------- | --------- |
| 1 | Благовещенка     | село, административный центр | 1147      |
| 2 | Колеул           | село                         | 330       |
| 3 | Обояновка        | село                         | 282       |
| 4 | Тенгулы          | село                         | 309       |